# Roncaglia
Roncaglia (Runcäia in dialetto piacentino) è una frazione del comune italiano di Piacenza.
La notorietà della frazione è dovuta al fatto che durante il Medioevo fu sede di due importanti diete imperiali convocate da Federico I Barbarossa (vedi dieta di Roncaglia). Tuttavia, secondo alcuni studi, le diete non si sarebbero tenute nei pressi della frazione di Roncaglia, ma in una zona ad ovest della città, lungo entrambe le sponde del fiume Po, in quello che sarebbe diventato, successivamente, il territorio dei comuni di Calendasco e Somaglia.

## Geografia fisica
Roncaglia si trova in territorio pianeggiante, ad un'altitudine di 48 m s.l.m., tra il corso del fiume Po e la sponda sinistra del torrente Nure, a monte della sua foce, circa 8 km a est di Piacenza, lungo la strada che collega Piacenza a Cremona.

## Origini del nome
Secondo alcune fonti il toponimo Roncaglia deriverebbe dal nome Viruncalia, mentre secondo altre esso potrebbe discendere dal termine celtico rum che significa collina, oppure, più probabilmente, dal termine latino runcalis che significa luogo umido e che potrebbe spiegarsi con la vicinanza con il corso del fiume Po.

## Storia
Nella zona di Roncaglia, situata in territorio pianeggiante nelle vicinanze della città di Piacenza, la quale, tuttavia, secondo alcuni studi, non andrebbe identificata con la frazione, ma si troverebbe a ovest della città, in un territorio a cavallo del corso del fiume Po compreso tra i comuni di Calendasco e Somaglia, iniziarono a tenersi delle diete imperiali a partire dall'XI secolo quando nel 1016 Enrico II il Santo scelse la località per tenervi un colloquium con i magnati del regno. In seguito, la stessa sede fu scelta più volte come sede per atti ufficiali da parte di imperatori e loro delegati: da Enrico III il Nero nel 1047 e nel 1055, dai vicari imperiali nel 1068 e nel 1075, da Enrico V di Franconia nel 1110 e da Lotario II di Supplimburgo nel 1132 e nel 1136.
Nel 1154 si tenne a Roncaglia una dieta convocata da parte dell'imperatore Federico Barbarossa, disceso in Italia alla testa di un esercito dopo essersi accordato con papa Eugenio III. Nell'occasione il sovrano emanò un editto che prevedeva che i comuni restituissero all'imperatore i diritti regi che avevano fatto propri nel corso della prima parte del XII secolo; da quel momento in poi, i comuni avrebbero dovuto rispondere a funzionari la cui nomina era prerogativa imperiale. In questa occasione parteciparono all'assise anche i consoli di diverse città tra cui Lodi, Pavia e Como che esposero le loro ragioni nei confronti della città di Milano.

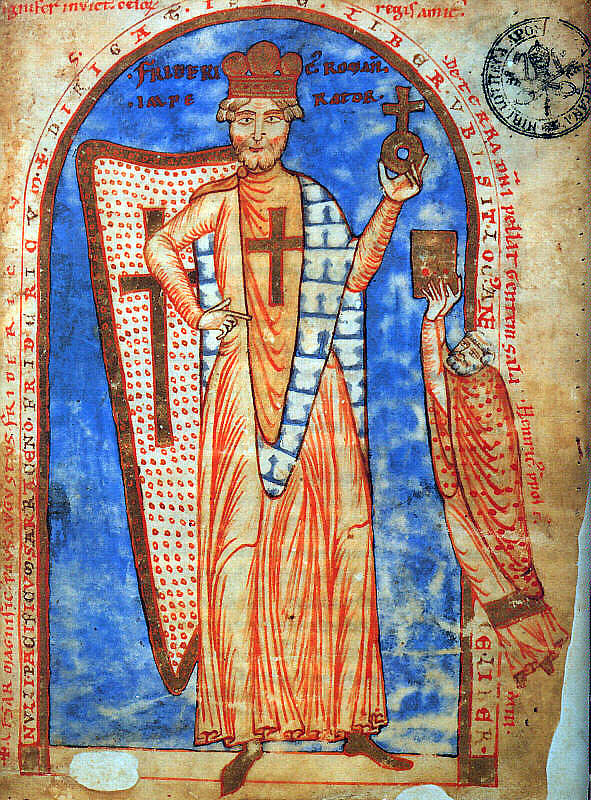
Federico Barbarossa

L'11 novembre 1158 Federico tenne una seconda dieta a Roncaglia, divenuta, in seguito, molto più famosa della precedente conosciuta per antonomasia come la dieta di Roncaglia. Parteciparono alla seduta alcuni vescovi e feudatari tedeschi, le milizie imperiali, i principali feudatari italiani, una commissione di dottori della scuola giuridica di Bologna, nonché i consoli e i giudici provenienti dai comuni. In questa occasione l'imperatore tenne una serie di incontri preliminari sulla sponda sinistra del fiume Po, per, poi, spostarsi sulla riva opposta dove rivendicò le regalie, competenze imperiali in termini fiscali e giurisdizionali, tra cui la necessità dell'investitura imperiale e di un giuramento nei suoi confronti per ottenere la nomina a magistrato, anche nei comuni. Facendo forza sul diritto romano, il sovrano promulgò la Constitutio de regalibus la quale prevedeva una divisione tra le regalie maggiori, di esclusiva competenza imperiale, e una serie di altre regalie, definite minori oppure accidentali che, pur derivando dai poteri imperiali, potevano essere oggetto di alienazione.
Nell'occasione l'imperatore sottolineò il derivare di ogni giurisdizione dall'impero, emanò dei regolamenti sulla gestione dei palazzi imperiali e definì i tributi che dovevano essere versati direttamente alla sua autorità senza alcun passaggio intermedio. Infine, egli, ordinò l'inizio di un ordine di pace nel quale erano bandite le alleanze tra le città e ogni guerra definita come privata. In caso di mancato rispetto di queste norme erano previste sanzioni severe che traevano le loro motivazioni nella fedeltà feudale. L'atto venne formalmente accettato anche dai rappresentanti comunali.
In seguito, Roncaglia fu feudo della famiglia nobile dei Nicelli.
Tra il 1806 e il 1821, con l'istituzione della mairie francese e dopo che, con un decreto napoleonico, nel 1812 la città di Piacenza era stata limitata alla circonvallazione attorno alle mura, è comune autonomo. Nel 1821 la sede del comune si trasferisce nella frazione di Mortizza, assumendone il nome.
Con la soppressione del comune di Mortizza, nel 1923, Roncaglia diventa frazione di Piacenza.
Il 14 settembre 2015, Roncaglia e la vicina Borghetto, così come un'ampia parte della provincia di Piacenza tra val Nure, val Trebbia e val d'Aveto, vennero colpite dall'esondazione del torrente Nure, dovuta al maltempo, che causò ingenti danni alle abitazioni.

## Monumenti e luoghi d'interesse
Chiesa di San Bartolomeo ApostoloCitata per la prima volta in un documento risalente al 1135 come alle dipendenze della chiesa plebana di San Salvatore di Sparavera, divenne sede di parrocchia due anni dopo per mezzo di una bolla di papa Innocenzo II. L'edificio presenta una facciata a vento divisa in tre porzioni da lesene di ordine tuscanico. All'interno si accede mediante un portone rettangolare che è sormontato da una grande finestra, anch'essa rettangolare. Nella parte posteriore dell'edificio si trova il campanile, addossato al presbiterio. L'interno presenta una pianta ad aula a quattro campate a navata singola sulla quale si aprono due cappelle votive di struttura rettangolare voltate a botte per ogni lato.

## Infrastrutture e trasporti
Il centro abitato è attraversato da est ad ovest dall'ex strada statale 10 Padana inferiore.
Roncaglia fu servita, fra il 1882 e il 1934 da una fermata dedicata lungo la tranvia a vapore Cremona-Piacenza, il cui percorso coincideva con l'arteria stradale che univa le due città e che, nei pressi Roncaglia, superava il torrente Nure mediante un ponte.